# Липневі ордонанси (1830)
Липневі ордонанси (ордонанси Поліньяка, ордонанси Сен-Клу; фр. Ordonnances de Saint-Cloud) – шість королівських указів, підписаних королем Франції Карлом Х 25 липня 1830 р. Призвели до Липневої революції 1830 р.

## Передумови прийняття
16 травня 1830 р. король Франції Карл Х, що відрізнявся ультрароялістськими поглядами, розпустив Палату депутатів, більшість в якій складали ліберали. Нові вибори були призначені на середину червня. Король розраховував, що після блискучого введення французьких військ до Алжиру, більшість громадян Франції висловить довіру саме його представникам у Парламенті. Карл Х активно використовував адміністративний ресурс під час виборчої кампанії, втручаючись в її перебіг.
Проте вибори принесли переконливу перемогу ліберальним депутатам, кількість яких в нижній палаті зросла від 221 до 272. Роялісти отримали лише 145 мандатів. Зазнавши поразки, урядові кола почали обговорювати різноманітні реформи парламентського устрою. Один з проектів пропонував збільшити кількість місць в нижній палаті з 428 до 650, при цьому 550 з них відводилось великим землевласникам.
Карл Х мав зробити вибір: або відправити у відставку ультрароялістський уряд Жуля де Поліньяка і сформувати кабінет, який підтримувала б парламентська більшість, або реалізувати свою давню мрію, значно посиливши королівські повноваження. Звичайно, Карл вирішив діяти саме за другим сценарієм. До того ж, Хартія 1814 р. давала йому таку можливість: стаття 14 документу дозволяла королеві "видавати регламенти та ордонанси, необхідні для виконання законів та безпеки держави". Карл Х та його міністри, які не бажали йти у відставку, скористались широким трактуванням цієї статті, щоб вийти з неприємного для них становища.

## Зміст ордонансів
25 червня Карл Х, який жив тоді у Сен-Клу, на засіданні Ради міністрів підписав шість ордонансів. Перший з них знищував свободу періодичної преси та відновлював цензуру: газети й журнали могли видаватись у Парижі і департаментах лише після особливого королівського дозволу, який мали отримати окремо як автори, так і друкарі. Такий дозвіл треба було підтверджувати кожні три місяці, і будь-коли він міг бути відібраний. В департаментах тимчасові дозволи могли видавати префекти. 
Згідно з другим ордонансом, була розпущена новообрана палата депутатів. Таке рішення мотивувалось "підступами, що мали місце в різних частинах королівства з метою обману та введення виборців в оману". Третій указ зовсім змінював існуючу виборчу систему, розширюючи можливості адміністративного втручання та обмежуючи кількість виборців лише одним класом багатих землевласників. Кількість депутатських мандатів у палаті депутатів зменшилась від 428 до 258, а її повноваження були ще більше обмежені. Четвертий ордонанс встановлював дату проведення нових виборів на 6 та 18 вересня та скликання палати на 28 вересня того ж року. Крім цих чотирьох ордонансів, було видано ще два, в яких членами державної ради призначались особи, відомі своїми реакційними поглядами.

## Опублікування та наслідки
Липневі ордонанси були опубліковані наступного дня після підписання в урядовій газеті "Монітер". Оприлюднення наказів, що відкрито порушували Хартію 1814 р. та були спробою державного перевороту, викликало приголомшливе враження у Парижі. Вечері того ж дня на зібранні ліберальних журналістів на чолі з Луї-Адольфом Тьєром у приміщенні редакції газети "Національ" була прийнята декларація, в якій висловлювався протест проти заходів уряду, доводилась їх незаконність та містився заклик до населення чинити опір діям влади. Одночасно під час наради власників паризьких друкарень було вирішено їх закрити на знак протесту проти ордонансів.
Вже 27 липня в Парижі почались народні заворушення, відбулись перші сутички демонстрантів з поліцією та військами, з'явились барикади на вулицях міста. Подальший розвиток подій призвів до масового народного повстання та зречення Карла Х. Ці події отримали назву Липневої революції.